# BREW!Studio
A BREW!Studio  egy házi sörfőzés oktatására és vezetett sörkóstolók szervezésére szakosodott vállalkozás, Budapest IX. kerületében. 
Az Élesztőházban működő BREW!Studio a hazai kraft sörök széles kínálatát mutatja be fel programjai keretében. A vállalkozás hátterében a Hara’Punk Brewing sörfőző cég áll.

## Története
A BREW!Studio 2013 tavaszán jött létre a Hara’Punk Brewing cég sörgasztronómiai projektjeként. Az eredeti koncepció a házi sörfőzés széles körben való megismertetése volt.
A vállalkozás fő tevékenysége a házi sörfőző tanfolyamok, egyedi sörvacsorák és sörkóstolók szervezése.  

### Szolgáltatások
A Brew!Studio sörfőző szolgáltatása a főzőiskolák mintájára épül fel. A kurzusok időintervallum alapján két típusra bonthatóak: hétköznap esténként zajló 3 órás gyorstalpaló, valamint szombati napokon levő fél napos tanfolyam.
A kurzusok felépítése mindkét esetben azonos alapokra épül: 
- sörkóstolóval egybekötött elméleti ismeretek
- interaktív gyakorlati oktatás

A tanfolyamok célja, hogy a résztvevők a kurzus keretei között elkészítsék saját sörüket, valamint a tanfolyam elvégzése után otthon is képesek legyenek saját sört főzni.
A tanfolyamok mellett a BREW!Studio sörkóstolóknak és sörvacsoráknak is helyt ad.

## Honlapja
- BREW!Studio